# Siboruon
Siboruon is een bestuurslaag in het regentschap Toba Samosir van de provincie Noord-Sumatra, Indonesië. Siboruon telt 150 inwoners (volkstelling 2010).